# Ricky Tognazzi

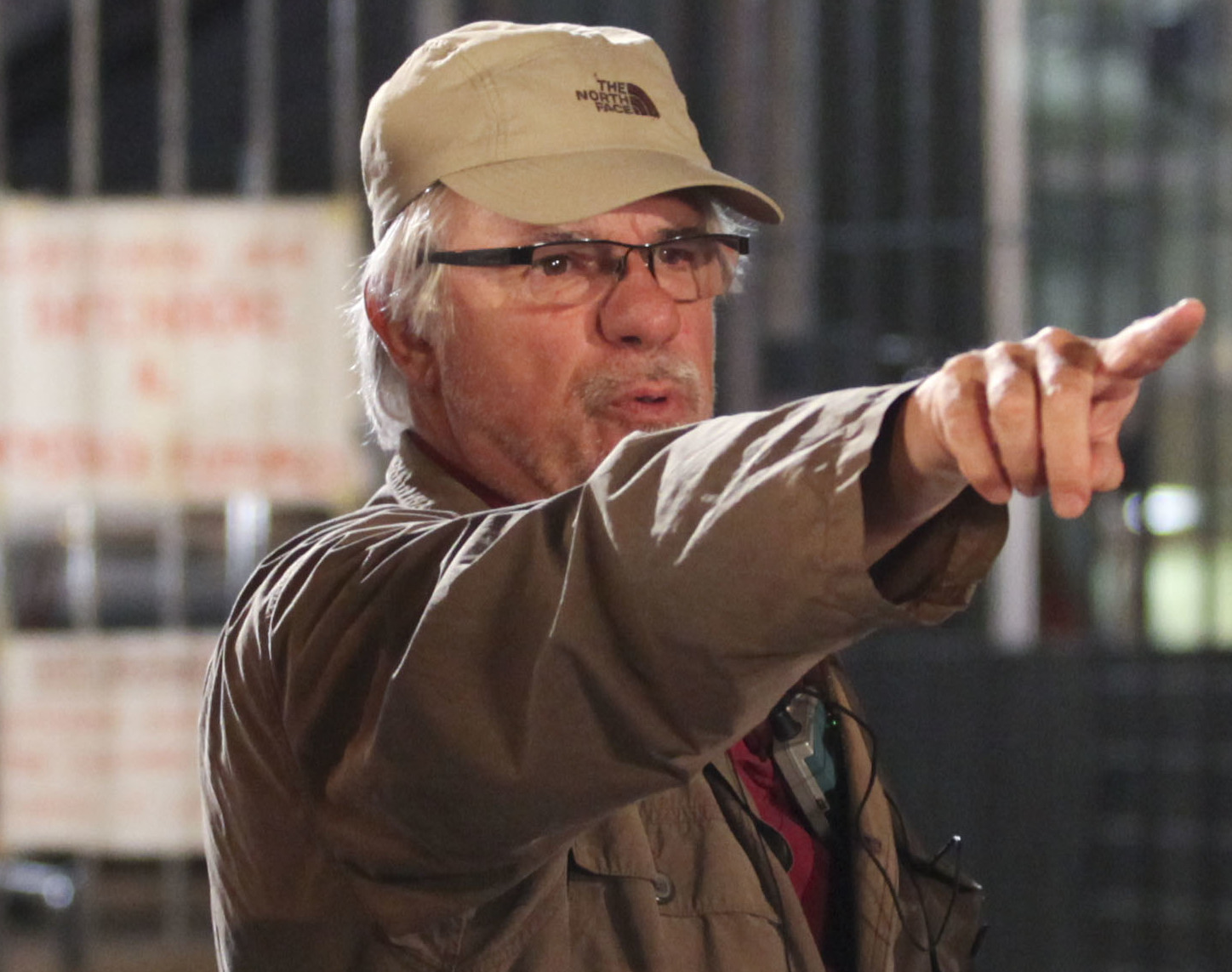
Ricky Tognazzi (2010)

Ricky Tognazzi (eigentlich Riccardo Tognazzi; * 1. Mai 1955 in Mailand) ist ein italienischer Schauspieler und Regisseur. Sein Vater ist der Schauspieler und Regisseur Ugo Tognazzi (1922–1990). Seinen ersten Auftritt in einem Film hatte er 1963 in Ro.Go.Pa.G. und spielte seitdem in über 50 Filmen mit.
1988 gab Tognazzi sein Debüt als Regisseur und inszenierte eine Folge einer Fernsehserie. Es folgten mehr als 15 Fernseh- und Filmproduktionen, bei denen er die Regie übernahm.
Er gewann 1991 den Silbernen Bären für die beste Regie für seinen Film Ultra. 1996 wurde er mit dem Alfred-Bauer-Preis ausgezeichnet.

## Filmografie (Auswahl)
als Schauspieler
- 1963: I mostri
- 1963: Ro.Go.Pa.G.
- 1981: Die Tragödie eines lächerlichen Mannes (La tragedia di un uomo ridicolo)
- 1983: Ich, Chiara und der Finstere (Io, Chiara e lo scuro)
- 1984: Ein bißchen blond (Qualcosa di biondo) (Fernsehfilm)
- 1985: Vom Blitz getroffen (Colpo di fulmine)
- 1986: Mafia – Der Amerikaner (Il cugino Americano) (Fernsehfilm)
- 1987: Die Familie (La famiglia)
- 1987: Die wundersamen Erlebnisse des Pontius Pilatus (Secondo Ponzio Pilato)
- 1988: Das Chaoten-Duo (Arrivederci e grazie)
- 1988: Einstweilige Verführung (Carisco Pascoski (di padre polacco))
- 1989: Zeit zu leben, Zeit zu sterben (Tempo di uccidere)
- 1991: Ein einfacher Fall (Una storia semplice)
- 1991: Michelangelo – Genie und Leidenschaft (A Season of Giants)
- 1991: Zwischen Nacht und Traum (In camera mia)
- 1994: Der Fall Sindona (Un eroe borghese)
- 2001: Thomas (Tommaso) (Fernsehfilm)
- 2002: Der schönste Tag in meinem Leben (Il più bel giorno della mia vita)
- 2004: Johannes XXIII. – Für eine Welt in Frieden (Il papa buono)
- 2009: Nine
- 2017: Hochzeit in Rom Fernsehfilm

als Regisseur
- 1989: Kleine Mißverständnisse (Piccoli equivoci)
- 1990: Ultra (Ultrà)
- 1992: Die Eskorte – Im Visier der Angst  (La scorta)
- 1999: Falcone – Im Fadenkreuz der Mafia (Falcone)
- 2004: Johannes XXIII. – Für eine Welt in Frieden (Il papa buono)
- 2015: Pietro Mennea: La freccia del Sud (Fernseh-Zweiteiler)